# Dysdera silana
Dysdera silana là một loài nhện trong họ Dysderidae.
Loài này thuộc chi Dysdera. Dysdera silana được miêu tả năm 1965 bởi Alicata.